# آداما کولیبالی
آداما کولیبالی (انگلیسی: Adama Coulibaly؛ زادهٔ ۱۰ سپتامبر ۱۹۸۰) بازیکن فوتبال اهل مالی بود.
از باشگاه‌هایی که در آن بازی کرده است می‌توان به باشگاه فوتبال والنسین، باشگاه فوتبال لانس، و باشگاه فوتبال اوسر اشاره کرد.
وی همچنین در تیم ملی فوتبال مالی بازی کرده است.